# Sven Hedblom
Sven Erik Hedblom, född 11 januari 1890 i Hudiksvalls församling, Gävleborgs län, död i september 1918 vid Chabarovsk i Ryssland, var en svensk hjälparbetare och rödakorsdelegat.
Hedblom föddes som femte barnet till Anders Olof Hedblom och hustrun Anna Charlotta. Han tog studentexamen i maj 1909 i Hudiksvall, sedan studerade han vidare i Uppsala samma år. Han avlade där en filosofie magister-examen 1914. Hedblom kom att bli sekreterare i en hjälpkommitté som bildades i juni 1915 i Röda Korsets regi; han hade goda kunskaper i flera europeiska språk samt ryska. Han blev under sin tid i Uppsala god vän med en rysk student vid namn Grigorij Grigoriewitsch Alexandrov.
I slutet av oktober 1915 reste Sven Hedblom österut via Haparanda och Petrograd till bland annat Novonikolajevsk, sedermera omdöpt till Novosibirsk, där han deltog i utdelning av kläder, skor och filtar till krigsfångar. Från våren 1917 var han chef för Röda Korsets arbete i östligaste Sibirien. Efter oktoberrevolutionen 1917 blev förhållandena mycket kaotiska, i juni 1918 tillfångatogs han och fördes till Harbin där han anklagades för spioneri. Hedblom lyckades ta sig tillbaka till Chabarovsk men greps i september tillsammans med sin norske medarbetare Ola Opshaug. Hedblom visste tydligen för mycket, så efter någon dag hängdes de båda i en järnvägsvagn i närheten av Chabarovsk.
I augusti 1962 hedrades Sven Hedbloms minne vid en ceremoni vid Hudiksvalls kyrka. Då avtäcktes på den södra kyrkväggen en minnestavla till hans minne.

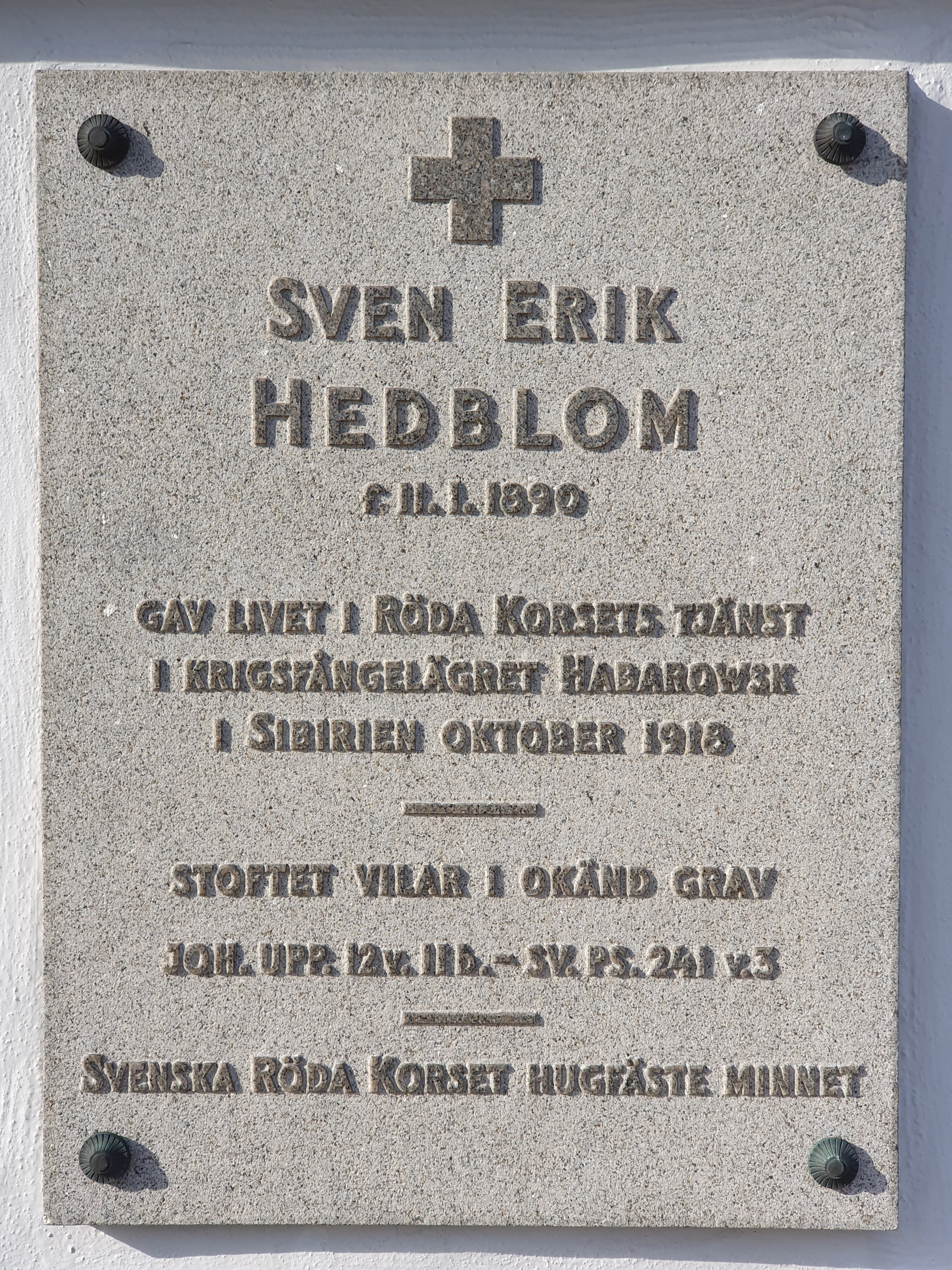
Hedbloms minnestavla på Jakobs kyrka i Hudiksvall.